# 菲利普·史密斯 (音乐家)
菲利普·史密斯（Philip Smith）（1952年—）是美国古典小号演奏家。他曾是纽约爱乐的首席小号，在1978至2014年间与乐团一起演奏。史密斯生于英国，于1978年6月起担任纽约爱乐副团长职位，于1988年起任团长。從小於救世軍系統教會長大的背景使他非常熱衷於銅管樂團之推廣，並与各种独特风格的团队一起表演。
2013年，史密斯被任命为佐治亚大学小号的威廉·F和帕梅拉·P·普罗卡西教授（William F. and Pamela P. Prokasy Professor），在那里他将与布兰登·克拉斯威尔（Brandon Craswell）一起任教。在史密斯之前，该职位由加拿大铜管合奏团的前小号手弗雷德·米尔斯和费城管弦乐团的首席小号手大卫·比尔格（David Bilger）担任。

## 教育
史密斯的父亲德里克·史密斯是独立的著名短号演奏家，他8岁时开始在父亲的指导下学习短号演奏。史密斯于1970年进入茱莉亚学院，在那里他被介绍到管弦乐队演奏，并在老师爱德华·特劳特（Edward Treutel）和威廉·瓦恰诺的指导下学习。在朱莉亚学习的最后一年，史密斯成为芝加哥交响乐团的第四小号，接受乔治·索尔蒂的指导。三年来，史密斯与首席小号阿道夫·赫塞斯一起演出。

## 首演
史密斯在纽约爱乐乐团进行过四场首演： 
- 约瑟夫·特林（Joseph Turrin）的小号协奏曲全球首演（爱乐乐团）
- 雅克·埃图（英语：Jacques Hétu）的小号协奏曲美国首演
- 罗威尔·利伯曼的协奏曲全球首演（2000年，爱乐乐团）
- 齐格弗里德·马图斯（英语：Siegfried Matthus）的小号、长号和管弦乐队双协奏曲全球首演（2003年，爱乐乐团，与首席长号约瑟夫·阿莱西（英语：Joseph Alessi）一起演出）。

## 其它表演和录音
- 加拿大铜管合奏团
- 帝国铜管乐团（英语：Empire Brass）
- 林肯中心室内音乐学会（英语：Chamber Music Society of Lincoln Center）
- 大多莫扎特乐团（Mostly Mozart Orchestra）
- 弹奏音乐乐团（英语：Bargemusic）
- 纽约维塔士室内交响乐团（New York Virtuosi Chamber Symphony）
- 魁北克爱乐乐团（Philharmonie des Vents du Québec）
- 哥德堡铜管乐团（Göteborg Brass）
- 刚性容器乐队（Rigid Containers Group Band）
- 布莱克·戴克乐队（英语：Black Dyke Band）
- 纽约爱乐首席铜管五重奏（New York Philharmonic Principal Brass Quintet）
- 救世軍紐約參謀樂隊（Salvation Army New York Staff Band）
- 美国陆军铜管乐队（U.S. Army Brass Band）
- 英国国家青年铜管乐队（The National Youth Brass Band Of Great Britain）

## 专辑发行
他曾在纽约的茱莉亚学院工作，并有参与了很多专辑，例如：
- 《凡丹戈》（国际小号公会制作的比赛独奏），与纽约爱乐乐团首席长号约瑟夫·阿莱西和新墨西哥大学管乐团合作（顶点唱片（英语：Summit Records））
- 《我的歌声》（My Song of Songs），与救世军纽约成员乐队合作（Triumphonic）
- 《校长》（Principals），与达德利·布莱特（英语：Dudley Bright）和救世军纽约成员乐队合作（Triumphonic）
- 《考普兰安静的城市》（Copland's Quiet City，德意志留声机）
- 《纽约传奇》（New York Legends，CALA）：纽约爱乐乐手参与的系列节目的一部分
- 《小号的管弦乐片段》（Orchestral Excerpts for Trumpet，顶点唱片）：以仅由流行的小号片段组成而闻名，尤其是那些在管弦乐试奏中经常被要求的片段
- 《艾伦·塔夫·兹威里奇的小号和五种乐器协奏曲》（Ellen Taaffe Zwilich's Concerto for Trumpet and Five Instruments，新世界唱片（英语：New World Records））
- 《巴赫的勃兰登堡协奏曲2号》（科赫娱乐（英语：Koch Entertainment））
- 《沃尔顿的〈门面〉》（Walton's Façade，蔓藤花纹唱片（英语：Arabesque Records））
- 《特朗普当回复》（The Trump Shall Resound）和《重复听起来的喜悦》（Repeat the Sounding Joy）（遗产唱片（英语：Heritage Records (England)））